# محمدرضا مقیمی
محمدرضا مقیمی سرتیپ دوم فرماندهی انتظامی جمهوری اسلامی ایران است، که از سال ۱۴۰۰ به‌عنوان مدیر کل دفتر امور انتظامی و توسعه نظم عمومی وزارت کشور فعالیت می‌کند.
وی پیش از این رئیس پلیس امنیت اقتصادی فراجا، رئیس پلیس آگاهی فراجا و قبل از آن معاون مبارزه با جرایم اقتصادی پلیس‌آگاهی فراجا بود.

## جایزه‌ها و نشان‌های افتخار
این بخش شامل نشان‌ها و جایزه‌های رسمی سردار، سرتیپ قاسم رضایی است، که بر روی لباس همسان او نصب می‌شود، ولی جایزه‌های غیرنظامی و غیررسمی را در برنخواهد داشت.

### آرم‌ها
| آرم‌های سینه |
| فراجا       |

| آرم‌های بازو     |
| فرماندهی و ستاد |
| پرچم ایران      |

### نوار نشان‌ها
|  |  |  |
|  |  |  |
|  |  |  |
|  |  |  |

### نام نشان‌ها
| دوره فرماندهی و مدیریت عالی                 |                                    |                                           |
| دوره کاردانی                                | دوره کارشناسی                      | دوره کارشناسی ارشد                        |
| دوره کارشناسی ارشد عالی علوم و فنون انتظامی | دوره آموزش متوسطه                  | دوره تخصصی                                |
| دوره عمومی انتظامی (گروه افسران)            | دوره علوم و فنون انتظامی (کاردانی) | دوره کارشناسی مقدماتی علوم و فنون انتظامی |